# Углицкая
Углицкая — деревня в Тотемском районе Вологодской области.
Входит в состав Пятовского сельского поселения, с точки зрения административно-территориального деления — в Пятовский сельсовет.
Расстояние по автодороге до районного центра Тотьмы — 3 км, до центра муниципального образования деревни Пятовская — 2 км. Ближайшие населённые пункты — Большая Семеновская, Брагинская, Варницы, Ивойлово, Пятовская.
По переписи 2002 года население — 31 человек (13 мужчин, 18 женщин). Преобладающая национальность — русские (97 %).